# 亚埃尔·卡斯蒂略
亚埃尔·卡斯蒂略（西班牙語：Yahel Castillo，1987年6月6日—），墨西哥男子跳水运动员。他曾代表墨西哥参加2007年、2011年和2019年泛美运动会跳水比赛，获得三枚金牌。他也曾出战2008年、2012年和2020年夏季奥运会。
2019年，在世界游泳錦標賽上獲取男子組雙人3公尺跳板第3名。